# Ґабріеле Кюн
Ґабріеле Кюн (нім. Gabriele Kühn, 11 березня 1957) — німецька академічна веслувальниця.
Олімпійська чемпіонка 1976 (розпашні четвірки зі стерновою), 1980 (вісімки) років.
Чемпіонка світу 1977 року в складі вісімки.